# Henner Henkel
Henner Henkel (Berlín, 9 de octubre de 1915-Stalingrado, 3 de diciembre de 1942) fue un tenista alemán.

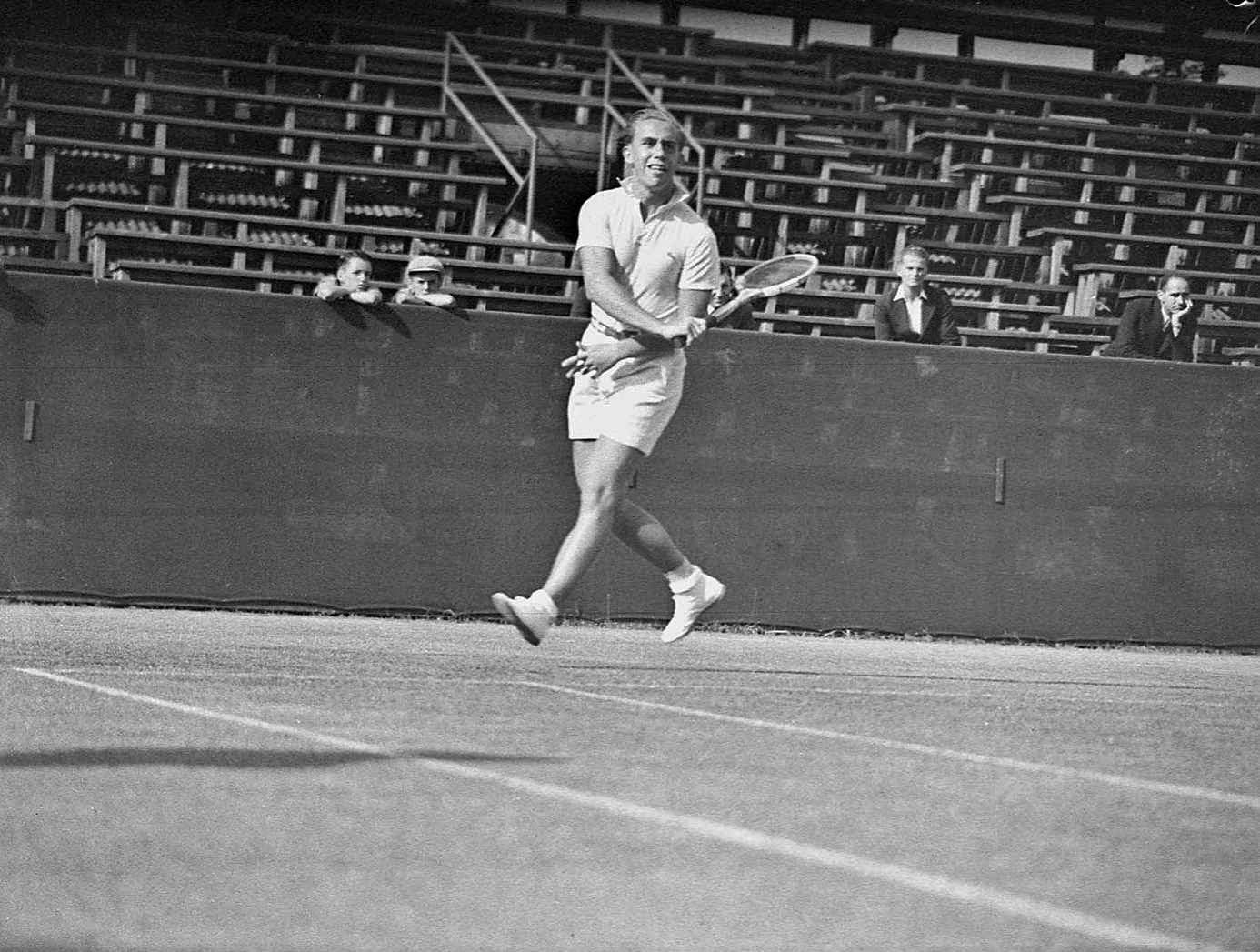
Henner Henkel (1937)

Fue el segundo tenista alemán en vencer en el Abierto de Francia en 1937. Ese mismo año, formando pareja con Gottfried von Cramm, consiguió también el título de dobles en Francia.
Murió en la Batalla de Stalingrado.

## Torneos del Grand Slam

### Individuales

#### Títulos
| Año  | Torneo             | Oponente     | Resultado   |
| 1937 | Campeonato Francés | Bunny Austin | 6-1 6-4 6-3 |

### Dobles

#### Títulos
| Año  | Torneo                            | Pareja              | Oponentes en la final           | Resultado       |
| 1937 | Campeonato Francés                | Gottfried von Cramm | Vernon Kirby Norman Farquharson | 6-4 7-5 3-6 6-1 |
| 1937 | US National Doubles Championships | Gottfried von Cramm | Don Budge Gene Mako             | 6-4 7-5 6-4     |

#### Finalista
| Año  | Torneo                 | Pareja              | Oponentes en la final      | Resultado       |
| 1938 | Campeonato Australiano | Gottfried von Cramm | John Bromwich Adrian Quist | 5-7 4-6 0-6     |
| 1938 | Wimbledon              | George Von Metaxa   | Don Budge Gene Mako        | 4-6 6-3 3-6 6-8 |